# Escut de les illes Fèroe
L'Escut de les illes Fèroe  s'ha documentat en una cadira del segle xv localitzada a Kirkjubøur, una població de l'Illa Streymoy. Posteriorment, el símbol del carner s'ha utilitzat com segell del Løgting, que llavors era el terme que es referia al tribunal de justícia de les illes. Aquest escut va deixar d'utilitzar-se a l'abolir-se el Løgting el 1816 i malgrat que va ser restablit el 1852 no es va recuperar.
Després de la concessió d'autonomia a les Illes Fèroe després de la II Guerra Mundial es va recuperar el 1948 el símbol del carner a iniciativa del govern de les illes. La versió actual de l'escut es va aprovar l'1 d'abril de 2004, el seu disseny és més semblant al símbol del carner trobat a Kirkjubøur que la versió anterior.